# L-05A
L-05A（エル ゼロ ご エー）は、LGエレクトロニクスジャパンによって開発された、NTTドコモによるHSDPA/HSUPA対応のUSB接続型・FOMAデータ通信端末。

## 概要
NTTドコモが2009年6月に開始する最大送信速度5.7MbpsのHSUPA（カテゴリ6）に対応する、初の対応端末になった。USB端子部は、携帯時に立方体状の本体に畳み込んで格納出来る。L-02Aに引き続きゼロインストール機能に対応。
通信速度は日本国内のFOMAハイスピードエリア内では、受信速度最大7.2Mbps及び送信速度最大5.7Mbpsに対応。エリア外では、送受信最大384kbpsに対応する。また、日本国外では、W-CDMAとGSMネットワークでのローミング (WORLD WING) が可能な端末である。

## 仕様（テンプレート外）
- 対応エリア（日本国内）
  - FOMAハイスピードエリア
  - FOMAサービスエリア
  - FOMAプラスエリア

## 歴史
- 2009年3月17日 - 技術基準適合証明 (TELEC)通過
- 2009年4月24日 - 電気通信端末機器審査協会 (JATE)通過
- 2009年5月12日 - 開発を発表
- 2009年6月26日 - 発売開始